# Katinka

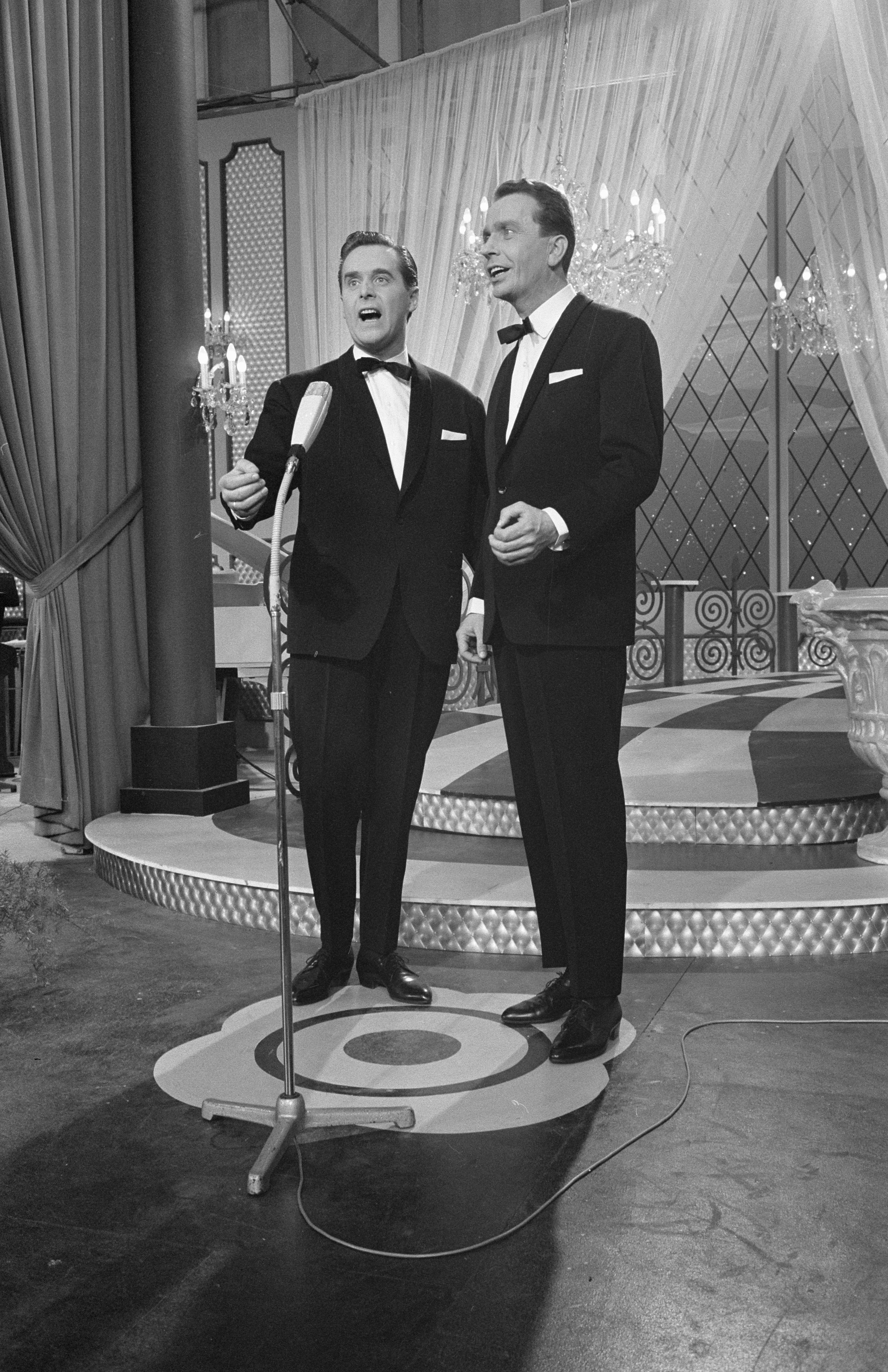
De Spelbrekers, intérpretes de la canción, durante un ensayo del Festival de la Canción de Eurovisión 1962.

«Katinka» es una canción compuesta por Joop Stokkermans e interpretada en neerlandés por el dúo De Spelbrekers. Se lanzó como sencillo el 15 de marzo de 1962 mediante Decca. Fue elegida para representar a los Países Bajos en el Festival de la Canción de Eurovisión de 1962 tras ganar el Nationaal Songfestival 1962.

## Festival de Eurovisión

### Nationaal Songfestival 1962
Esta canción participó en la final nacional para elegir al representante neerlandés del Festival de la Canción de Eurovisión de 1962, celebrada el 27 de febrero de ese año en el Theater Concordia de Bussum. Fue presentado por Hannie Lips yd Elisabeth Mooy. Doce jurados regionales que otorgaban 60 puntos cada uno se encargaron de la votación. Finalmente, la canción «Katinka», interpretada por De Spelbrekers, se declaró ganadora entre 7 canciones con 169 puntos.

### Festival de la Canción de Eurovisión 1962
Esta canción fue la representación neerlandesa en el Festival de Eurovisión 1962. La orquesta fue dirigida por Dolf van der Linden.
La canción fue la 8.ª interpretada en la noche del 18 de marzo de 1962 por De Spelbrekers, precedida por Alemania con Conny Froboess interpretando «Zwei kleine Italiener» y seguida por Francia con Isabelle interpretando «Un premier amour». Al final de las votaciones, la canción no había recibido ningún punto, siendo uno de los cuatro países que no estrenaron el marcador ese año, y quedando en 13.er puesto de 16.
Fue sucedida como representación neerlandesa en el Festival de 1963 por Annie Palmen con «Een speeldoos», que también quedó en último lugar.

## Letra
La canción habla sobre Katinka, una joven chica a la que ven caminar cada mañana. Explican que esta tiene un gran efecto sobre todos los chicos que la ven, pero que ella «camina silenciosa junto a su madre, porque todos los chicos que la ven, cantan».

## Historial de lanzamiento
| Región       | Fecha | Formato                    | Discográfica  | Ref.  |
| ------------ | ----- | -------------------------- | ------------- | ----- |
| Países Bajos | 1962  | Disco de vinilo 7", 45 RPM | Decca Records | [ 2 ] |